# Unique Formula Identifier

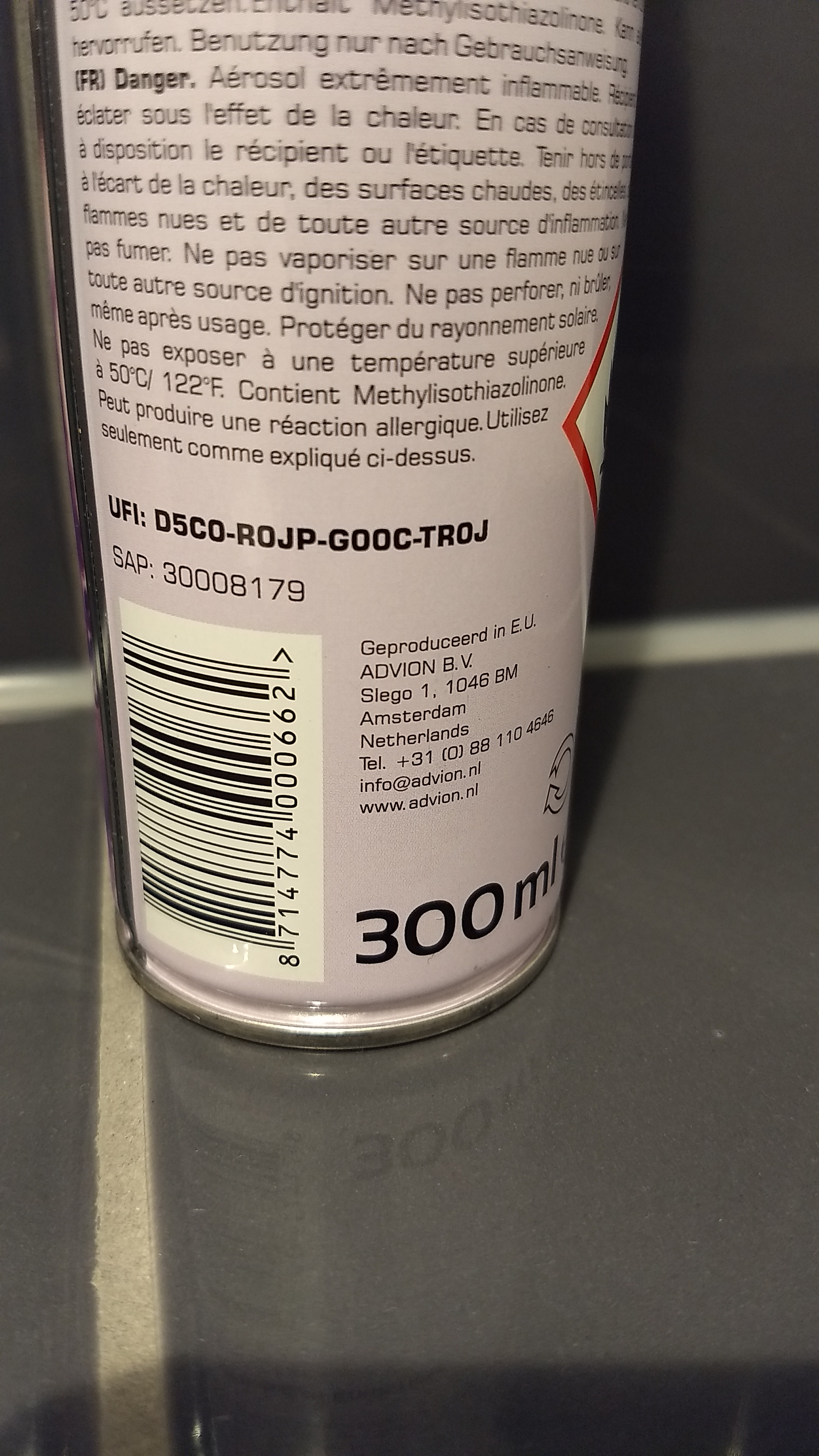
Il codice UFI stampato sopra il codice a barre UPC, su una bomboletta di deodorante per ambienti.

Lo Unique Formula Identifier (acronimo UFI), in italiano identificatore unico di formula è un codice alfanumerico di 16 cifre che sarà obbligatorio entro il 2025 sulle etichette di tutti i prodotti contenenti una miscela pericolosa. L'UFI contiene il numero di partita IVA dell'azienda produttrice o il numero di registrazione aziendale e un numero di formulazione del prodotto. In questo modo si garantisce che uno stesso UFI non possa essere attribuito a prodotti di composizione diversa, né possa essere generato da aziende differenti. L'UFI assume un aspetto di questo tipo:
```
UFI: N1QV-R02N-J00M-WQD5
```

Le 16 cifre del codice alfanumerico vanno scritte in quattro blocchi separati da trattini. Tutte le lettere sono maiuscole e le lettere difficili da distinguere dai numeri sono omesse. 
Oltre a indicare l'UFI sulle etichette, le aziende devono anche fornire ai centri antiveleni informazioni sulla loro miscela e sui prodotti correlati. Le informazioni includono dettagli quali nome commerciale, composizione, colore, imballaggio, categoria di prodotto e informazioni tossicologiche. L'UFI non dà informazioni dirette sulla composizione del prodotto e quindi tutela la riservatezza dei dati aziendali. Solo i centri antiveleni possono conoscere la composizione del prodotto tramite l'UFI.
L'UFI e le altre informazioni fornite dalle aziende vengono utilizzate dai centri antiveleni in caso di chiamate di emergenza. L'UFI può essere letto direttamente sull'etichetta di un prodotto e comunicato all'operatore di un centro antiveleni insieme al nome commerciale, per identificare con precisione il prodotto coinvolto in un incidente. Lo scopo è quello di consentire un'assistenza medica migliore e più appropriata e di ridurre i trattamenti eccessivi non necessari, spesso somministrati solo per motivi di sicurezza.
L'UFI può essere generato sul sito web dell'Agenzia europea delle sostanze chimiche. L'algoritmo è liberamente disponibile per gli sviluppatori di software.